# Saint-Rémi-de-Tingwick
Pour les articles homonymes, voir Saint-Rémi.
Saint-Rémi-de-Tingwick est une municipalité du Québec (Canada) située dans la municipalité régionale de comté d'Arthabaska et la région administrative du Centre-du-Québec.

## Toponymie
La ville est nommée en l'honneur du colon Rémi Grenier, de l'évêque Remi de Reims et du village de Tingewick dans le Buckinghamshire anglais.

## Histoire
L'arrivée du fondateur Rémi Grenier par la rivière Nicolet en 1881. 
Première visite de l’évêque Mgr Elphège Gravel de Trois-Rivières en 1888 à Saint-Rémi de Tingwick.
En 1929, la mine d'amiante "Nicolet Asbestos" ouvre officiellement.
Fermeture de la mine d’amiante « Nicolet Asbestos » à Saint-Rémi de Tingwick en janvier 1969

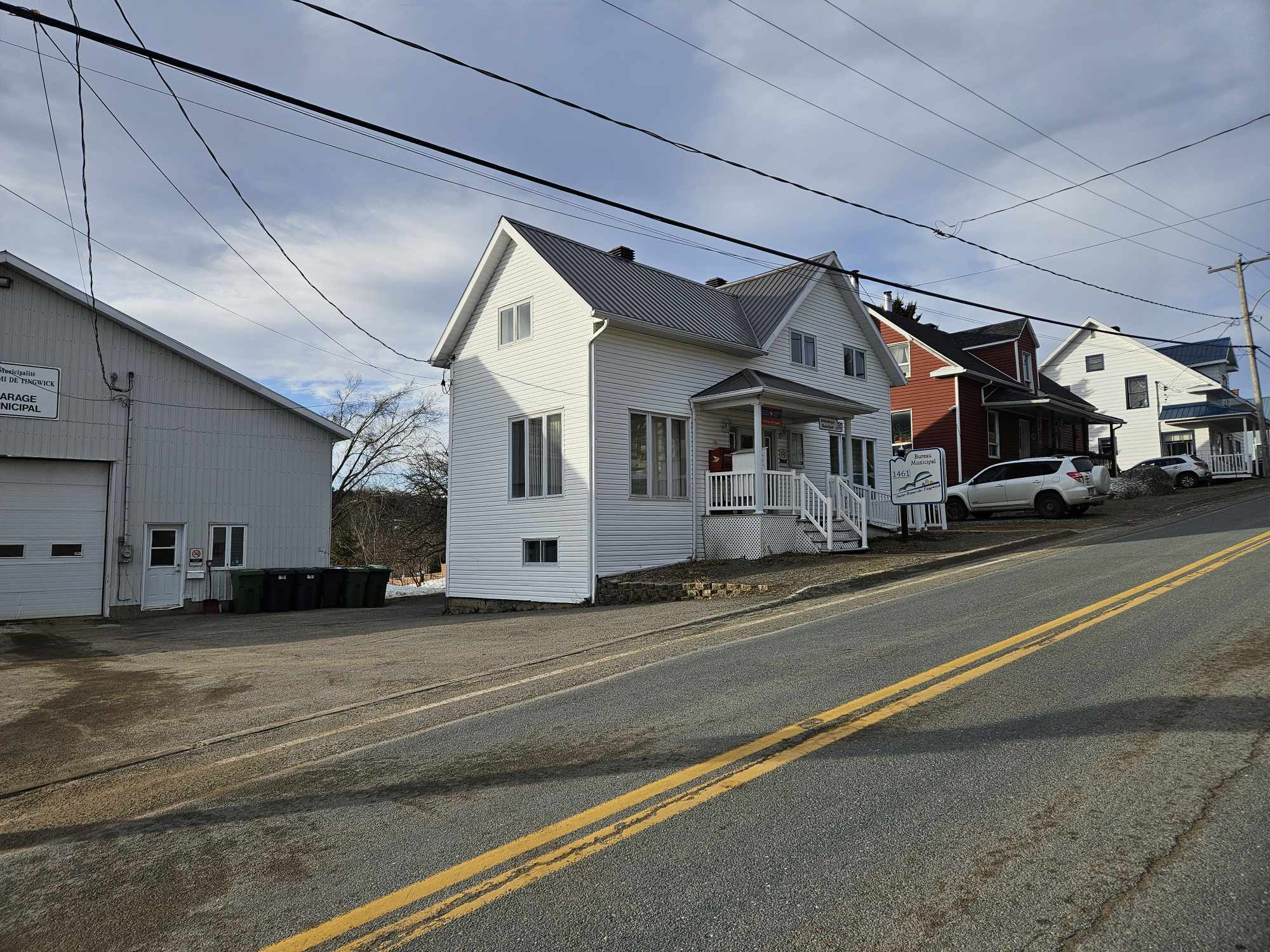
Bureau municipal et Garage municipal de Saint-Rémi de Tingwick

La municipalité a fêté son 125e anniversaire les 4,5 et 6 août 2006 sous le thème « 125 ans et l’histoire continue ». Le comité organisateur du 125e fait le lancement du livre commémoratif du 125e anniversaire de fondation de la paroisse de Saint-Rémi de Tingwick le 4 juin 2006, après la messe.

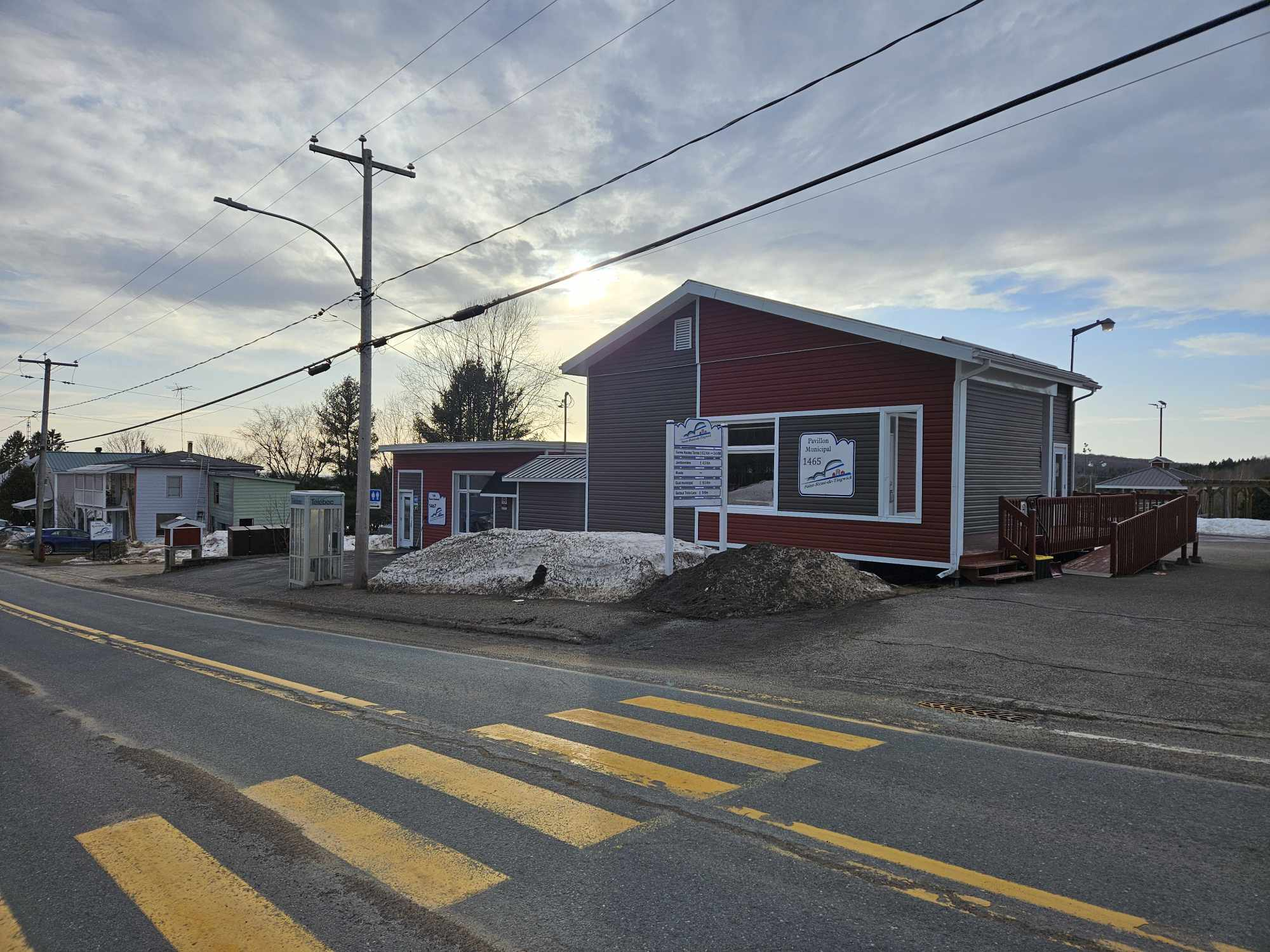
Pavillon municipal de Saint-Rémi de Tingwick

Le 10 décembre 2011, la Municipalité de la paroisse de Saint-Rémi-de-Tingwick change son statut pour celui de Municipalité.

### Histoire criminelle
En 2008, la directrice générale, Renée Vaudreuil, a été la victime d'un autre résident: Robert Godbout. Il était frustré que la municipalité lui avait refusé son projet de transformer l’ancienne école primaire du village en zoo pour des raisons de zonages et d’aqueduc. Godbout est rentré dans le bureau municipal armé d’un fusil où Renée Vaudreuil travaillait que quelques heures après que la Cour d’appel ait donné raison à la municipalité de Saint-Rémi de Tingwick. Il venait d’apprendre qu’il devait se débarrasser d’environ 700 animaux qu’il avait entassés dans les locaux de l’école. L’homme a ouvert le feu en direction de la directrice et a ensuite incendié l’endroit pour tenter de brûler les preuves de son crime ainsi que les documents qui ont servis à contrer son projet.

## Géographie
La municipalité s'étend du huitième rang au onzième rang dans sa partie nord et du dixième rang au onzième rang dans sa partie sud. La rivière rivière Nicolet traverse le nord-est la municipalité en coulant vers le nord. Les Trois-Lacs, un élargissement de la rivière Nicolet Sud-Ouest est un lieu de villégiature situé au sud de la municipalité. On y trouve aussi une ancienne mine d'amiante qui s'appelait Norbestos. Localité quelque peu montagneuse, ses plus hauts sommets sont au rang 9.

## Démographie
| 1996 | 2001 | 2006 | 2011 | 2016 | 2021 |
| ---- | ---- | ---- | ---- | ---- | ---- |
| 477  | 476  | 468  | 474  | 458  | 446  |

## Administration
Les élections municipales se font en bloc pour le maire et les six conseillers.
| Saint-Rémi-de-Tingwick Maires depuis 2001                                                                            |                   |         |          |
| Élection | Maire             | Qualité | Résultat |
| 2001 | Jacques Fréchette |         | Voir     |
| 2005 | Jacques Fréchette | Voir    |          |
| 2009 | Estelle Luneau    |         | Voir     |
| 2013 | Estelle Luneau    | Voir    |          |
| 2017 | Mario Nolin       |         | Voir     |
| 2021 | Mario Nolin       | Voir    |          |
| 2021 | Mario Nolin       |         |          |
| 2024 | Mario Nolin       |         |          |
| 2024 | Pierre Auger      |         |          |
| Élection partielle en italique Depuis 2005, les élections sont simultanées dans toutes les municipalités québécoises |                   |         |          |

## Hommages
Le Prix Renée Vaudreuil est remis par le conseil d’administration de la ADMQ pour féliciter une personne pour sa contribution à l’avancement du domaine municipal en l'honneur de la directrice générale.
À la suite du drame, le village a transformé l'ancienne caserne d’incendie en édifice multifonctionnel : le pavillon Renée-Vaudreuil.

## Entreprises locales
- La Jambonnière; compagnie d'élevage et de transformation de porc[20]. C'est une entreprise qui perdure depuis trois générations dans la famille Couture[21].
- Érablière La Josiane, maintenant Domaine La Josiane qui fait la vente de produits d’érable comme du vin[22].
- Eddynet, entreprise de conception de balais mécaniques par Mario Nolin[23].
- Pieux Vistech Centre-Du-Québec, entreprise spécialisée en fabrication, en distribution et en installation de pieux vissés en acier[24].

## Infrastructures
- Église catholique Saint-Remi